# Dorlan Pabón
Dorlan Pabón (* 24. Januar 1988 in Medellin) ist ein kolumbianischer Fußballspieler auf der Position eines Stürmers.

## Laufbahn
Pabón begann seine Profikarriere beim Envigado FC und wechselte 2010 zu Atlético Nacional, mit dem er in der Apertura 2011 die kolumbianische Fußballmeisterschaft gewann. 
Im zweiten Halbjahr 2012 wechselte Pabón zum FC Parma und spielte fortan in beinahe halbjährlichem Turnus stets für einen anderen Verein. Seine seither einzige längere Station war der CF Monterrey, bei dem er zunächst im zweiten Halbjahr 2013 spielte und erneut seit dem zweiten Halbjahr 2014 unter Vertrag steht. In der Clausura 2015 wurde er mit zehn Treffern Torschützenkönig der mexikanischen Fußballmeisterschaft. Bei den Mexikanern spielte er bis zum Saisonende 2020/21. Im Anschluss kehrte er in seine Heimat zurück, wo er sich wieder Atlético Nacional anschloss.

## Erfolge
- Kolumbianischer Meister: Apertura 2011
- Torschützenkönig der mexikanischen Liga: Clausura 2015